# Otto Brunfels
Otto Brunfels, född 1488, död 23 december 1534, var en tysk naturforskare, munk, apotekare, konstnär och botaniker. Boktryckarkonsten var en nyhet i början av 1500-talet då Brunsfels levde och verkade. Han lär inte ha varit någon stor botanist, men skrev under 1530-talet en av de första örtaböckerna. Bokens innehåll sägs vara av ringa betydelse men växtbilderna av god kvalitet. Han gav även växterna vetenskapliga namn. Tillsammans med Leonhard Fuchs hedras han som en av den tyska botanikens fäder. Växter förknippade med Brunsfels är släktet Brunfelsia i potatisväxtfamiljen.